# Ки Сен Фјакр
Ки Сен Фјакр (фр. Cuy-Saint-Fiacre) насеље је и општина у северној Француској у региону Горња Нормандија, у департману Приморска Сена која припада префектури Дјеп.
По подацима из 2011. године у општини је живело 656 становника, а густина насељености је износила 68,12 становника/km². Општина се простире на површини од 9,63 km². Налази се на средњој надморској висини од 135 метара (максималној 160 m, а минималној 93 m).

## Демографија
| 1962. | 1968. | 1975. | 1982. | 1990. | 1999. | 2011. |
| ----- | ----- | ----- | ----- | ----- | ----- | ----- |
| 373   | 381   | 352   | 436   | 535   | 531   | 656   |

График промене броја становника у току последњих година